# Liste der Monuments historiques in Digne-les-Bains
Die Liste der Monuments historiques in Digne-les-Bains führt die Monuments historiques in der französischen Stadt Digne-les-Bains auf.

## Liste der Bauwerke
| Bezeichnung                              | Beschreibung | Standort                              | Kennzeichnung | Schutzstatus | Datum | Bild           |
| ---------------------------------------- | ------------ | ------------------------------------- | ------------- | ------------ | ----- | -------------- |
| Hôtel Thoron de la Robine                |              | 3, place de l’Evêché (Lage)           | PA00080381    | Classé       | 1982  |                |
| Gebäude                                  |              | 8, place Grenette (Lage)              | PA00080382    | Inscrit      | 1976  |                |
| Maison d’Alexandra David-Neel            |              | 27, avenue du Maréchal-Juin (Lage)    | PA04000004    | Inscrit      | 1996  |                |
| Gipsfabrik                               |              | 16 Champourcin (Lage)                 | PA04000003    | Inscrit      | 1996  | weitere Bilder |
| Brunnen                                  |              | Rue de la Grande Fontaine (Lage)      | PA00080380    | Inscrit      | 1927  | weitere Bilder |
| Ehemalige Kathedrale Notre-Dame-du-Bourg |              | 6, avenue du Souvenir français (Lage) | PA00080379    | Classé       | 1840  | weitere Bilder |
| Kathedrale Saint-Jérôme                  |              | Rue de la Tour de l’Eglise (Lage)     | PA00080378    | Classé       | 1906  | weitere Bilder |

## Liste der Objekte
- Monuments historiques (Objekte) in Digne-les-Bains in der Base Palissy des französischen Kultusministeriums